# Pfarrkirche Altenmarkt an der Triesting

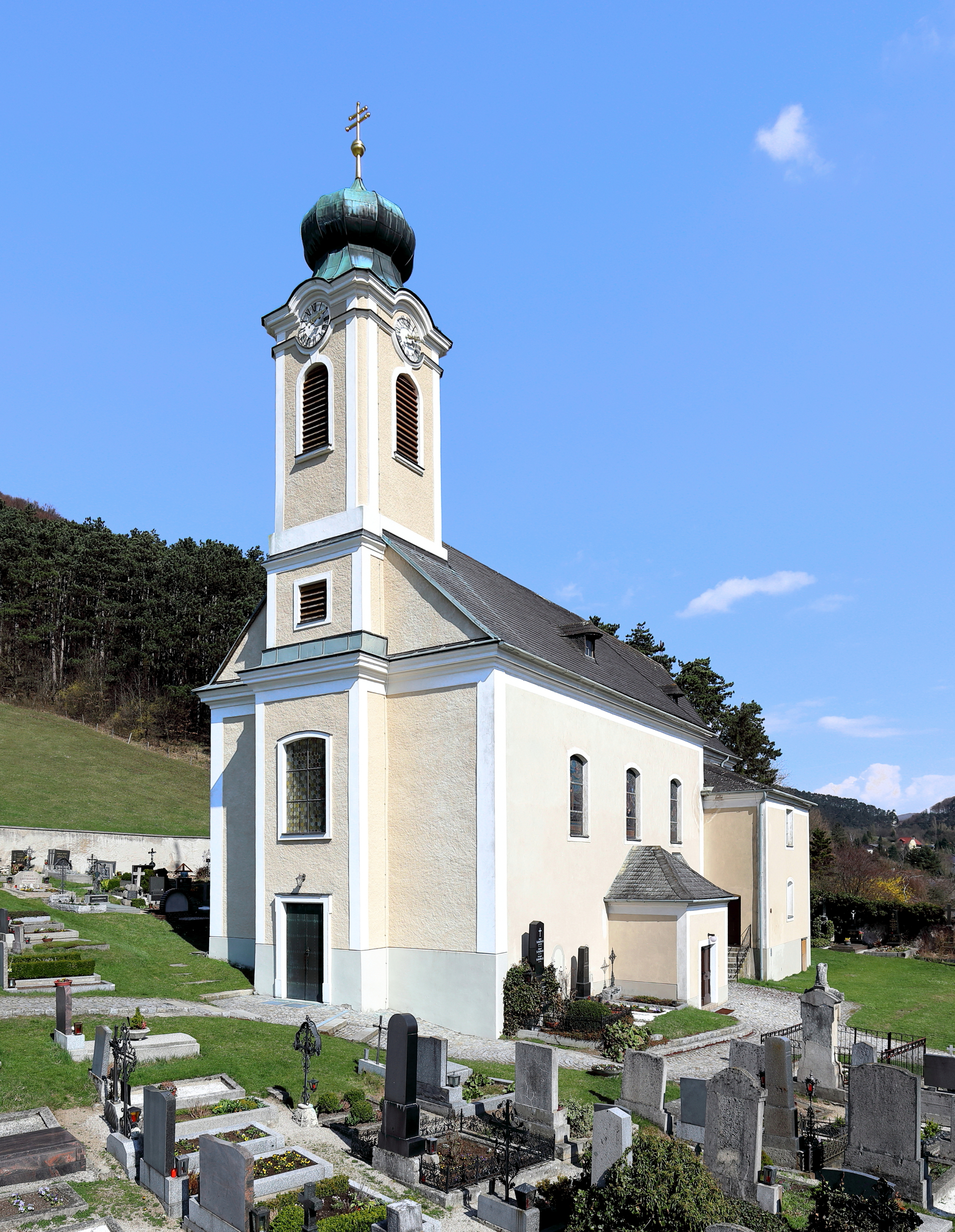
Katholische Pfarrkirche hl. Johannes der Täufer in Altenmarkt an der Triesting

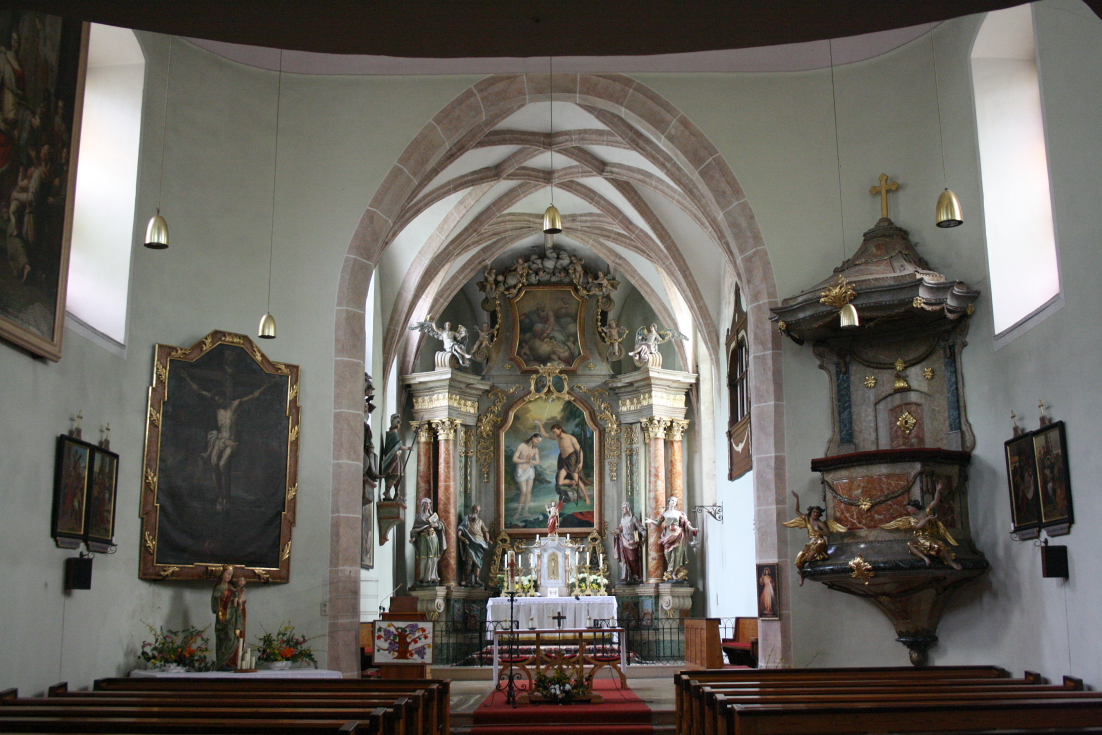
Langhaus, zum Chor

Die Pfarrkirche Altenmarkt an der Triesting befindet sich erhöht gelegen am nördlichen Ortsrand des Ortes der Marktgemeinde Altenmarkt an der Triesting im Bezirk Baden in Niederösterreich. Die dem heiligen Johannes der Täufer geweihte römisch-katholische Pfarrkirche gehört zum Dekanat Pottenstein im Vikariat unter dem Wienerwald der Erzdiözese Wien. Die Kirche und der Friedhof stehen unter Denkmalschutz (Listeneintrag).

## Geschichte
1401 wurde die Kirche in einem Ablassbrief des Bischofs vom Bistum Passau genannt. Urkundlich 1494 eine Filialkirche vom Kloster Klein-Mariazell. 1785 wurde die Kirche zur Pfarrkirche erhoben. 1805 wurde im Zuge der Aufhebung des Klosters Klein-Mariazell die Pfarrlokalie aufgehoben, aber 1809 wieder eingesetzt.
Unter dem Abt Urban vom Stift Melk wurde 1783 mit barocken Bauarbeiten an der Kirche begonnen und ein Pfarrhof erbaut. Die Kirche wurde 1979 außen und 1993 innen restauriert.

## Architektur
Die Kirche hat ein barockes Langhaus mit einem spätgotischen Chor und einen Westturm und ist von einem Friedhof umgeben.

## Ausstattung
Der Hochaltar als spätbarockes Säulenretabel zeigt das Altarblatt Taufe Christi von Skoff um 1843/1846 und trägt die Figuren hll. Monika, Lucia, Joachim und Anna aus der zweiten Hälfte des 18. Jahrhunderts. Über dem Altarblatt zeigen ovale Wappenkartuschen Österreich und Klein-Mariazell. Im Auszug zeigt ein Leinenbild Gottvater. Am Sockel des Altars zeigt ein Relief Szenen aus dem Leben der hl. Rosalia. Auf der Altarrückseite gibt es die Inschrift, dass der Altar 1788 aus der Karmeliterkirche Wiener Neustadt hierher übertragen wurde.
Die schlichte Hängekanzel entstand um 1785.
Die Orgel mit 9 Registern in einem neugotischen Gehäuse baute Stephan Hechinger 1850. Eine Glocke nennt Ludolf Overlach 1686.